# Paul Wans

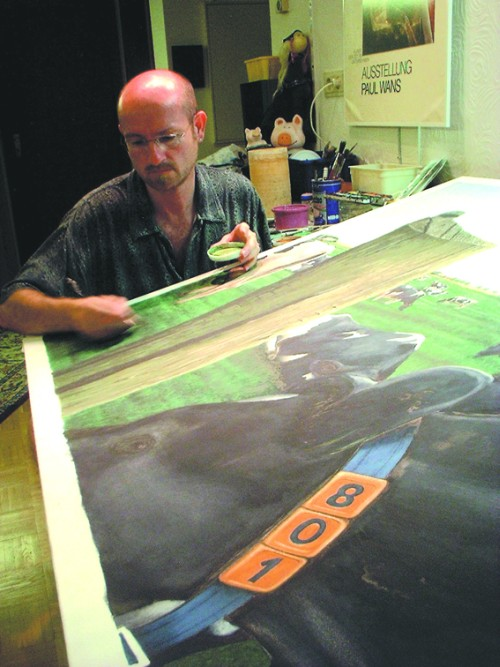
Paul Wans im Atelier

Paul Wans (* 31. März 1957 in Straelen) ist ein deutscher Maler, Künstler und Kunstpädagoge.

## Leben
Nach dem Abitur am Collegium Augustinianum Gaesdonck, wo Franz Joseph van der Grinten sein Lehrer war, studierte Wans von 1975 bis 1979 an der Universität-Gesamthochschule Duisburg Malerei und Graphik sowie Kunstgeschichte und -pädagogik. Seit dem 2. Staatsexamen in Kunst und Kunstpädagogik im Jahr 1981 lebt er in Kevelaer und ist als freischaffender Künstler und Kunstpädagoge im höheren Schuldienst tätig.
1977 und 1978 beschäftigte sich Wans im Rahmen eines Studienaufenthalts in Florenz und Siena mit der Renaissancemalerei und bei einem Stipendium im Bildhauer- und Malerzentrum Oronsko bei Warschau mit der Landschaftsmalerei. Im folgenden Jahr erreichte er beim 3. Internationalen Aquarellwettbewerb der Kunststiftung Sinaide Ghi in Rom den zweiten Platz. 2004 wurde er mit dem Südwestdeutschen Aquarellpreis der Stadt Völklingen, 2009 mit dem Kulturpreis für Bildende Kunst im Kreis Kleve (1. Preis) ausgezeichnet.
Seit fast 30 Jahren setzt er sich vorrangig mit der für das Maas-Rhein-Land prägenden Landwirtschaft künstlerisch auseinander. Wans ist durch großformatige, kritische Aquarelle aus dem Bereich der Landwirtschaft bekannt geworden. In ihnen verbindet er stilistische Elemente klassischer Interieur- und Stilllebenmalerei mit denen eines verschärften, magischen Realismus zu einem eigenen Malstil. Bild und Bildtitel, mit denen er Sprachspiele treibt, bilden meist ein Korrelat: „Rindergehacktes“, „Am Stück oder geschnitten?“, „Milcheis“, „Letztes Abendmahl vor der Schlachtung“, „Stadtmusikühe“, „Stahllstangen“.
Wans ist seit 1985 Mitglied und war von 1987 bis 1991 Vorsitzender im Berufsverband Bildender Künstler/Bezirksverband Niederrhein; zudem engagierte er sich seit 2005 als Vorsitzender des Neuy-Kunst-Verein e.V. Kevelaer bis zur Vereinsauflösung 2013 für das künstlerische Erbe des Kevelaerer Bauhaus- und Kandinsky-Schülers Heinrich Neuy.

## Kritiken
Irmgard Bernrieder: „...Er huldigt der Eigenart von Kühen und Säuen, indem er sie in der bekanntermaßen aufwändigen Aquarelltechnik so lebensecht wie möglich darstellt. Er hat die Schwarzweißgefleckten, deren Rieseneuter eher von modernen Produktionszwängen auf rentablen Bauernhöfen erzählen denn von ländlicher Ruhe und Gelassenheit, früh zu seinem Thema gemacht....Mit seinen Zooms auf Zonen der Wirklichkeit, denen wir längst entfremdet sind, und mit ungewohntem Blickwinkel auf Tierkörper scheint Wans gegen Klischees anzumalen...“
Walter Filz: „...Paul Wans gelingt, was die Moderne seit fast 100 Jahren für nicht mehr möglich hält: die Erneuerung der Landschaftsmalerei als Landwirtschaftsmalerei....Wie merkwürdige Skulpturen stehen und liegen die Tiere da, Fremdkörper in der Landschaft;...etwas, das wir füttern, melken und schlachten, aber nicht begreifen können. Gerade in ihrer kühlen, distanzierten Emotionslosigkeit entwickeln die Bilder von Paul Wans etwas Magisches, ja fast Religiöses, und das nicht nur in Kevelaer!“

## Ausstellungen (Auswahl)
- 2017 „Landwirtschaften – Agricultures. Paul Wans, Malerei.“, LDX Artodrome Gallery Berlin
- 2010 „Die Landtiere des Nutzwirts, Paul Wans – Malerei und Zeichnung“, Kunstmuseum Heylshof, Worms
- 2006 „Stall Land Vieh, Paul Wans, Aquarelle“, Museum Haus Lawaczeck, Kerken
- 1993/94 „tierisch ländlich“: Städtische Galerie Rees, Niederrheinisches Museum Kevelaer, Galerie Huis Kernhem, Ede (Niederlande)
- 1989 Städtische Galerie „Haus Hartmann“, Grevenbroich; Galerie Peppers, Linz am Rhein; Galerie der NGW, Duisburg-Hamborn
- 1988 „Land Stil Leben“ – Aquarelle 1983-88: Galerie „Kunst im Turm“ (zusammen mit Peter Dekkers, Niederlande), Schwanenburg Kleve; Galerie im Ministerium für Umwelt und Landwirtschaft, Düsseldorf; Institutszentrum der Landwirtschaftskammer Rheinland, Bonn
- 1987 „Paul Wans, Malerei u. Graphik 1976-86“: Städtische Galerie Werner-Jaeger-Halle, Nettetal; Galerie Engelhaupt, Heinsberg
- 1986 „Landwirtschaften“, Galerie Peschken, Krefeld
- 1984 „Alltag am Niederrhein“ (zusammen mit Fotografien von Hartmut Mirbach): Niederrheinisches Museum Kevelaer; Städtisches Kramer-Museum Kempen; Städtisches Museum – Galerie im Zentrum Wesel
- 1979 Galerie im Rathaus der Stadt Straelen

Ausstellungsbeteiligungen
- 2017 „YIA Art Fair“, Carreau du Temple, Paris
- 2016 „ArtFair Cologne“, Köln Messehallen
- 2015 „Gallery Weekend Berlin“, LDX Artodrome Gallery
- 2014 „Nasowatt – Humor in der K.“, Städtisches Museum Kalkar
- 2013 „Painting for you“ im Rahmen der Berlin Art Week 2013, LDX Artodrome Gallery Berlin
- 2013 „Art Beijing 2013“, Agricultural Exhibition Center of China, Peking
- 2012 „Natur und Leben“ (J/Kat), LDX Artodrome Gallery Berlin
- 2012 „Natur – Mensch“ (J/Kat), 18. Int. Kunstausstellung Städt. Galerie St. Andreasberg/Harz
- 2010 „Gier“ (J/Kat), Galerie Artodrome Berlin
- 2009 „bridgeArtFair New York 09“, New York City/Chelsea (USA)
- 2009 „28. Lineart Gent 2009“ (J/Kat), Expo Gent (BEL)
- 2009 „20 Jahre Mauerfall, Berlin//Berlin“ (J/Kat), Galerie Artodrome Berlin
- 2008 30. artexpo New York (J), Javits Center New York City (USA)
- 2007 15. Int. Kunstausstellung „FORMART“ (J/Kat), Marcellin-Verbe-Haus Glinde b. Hamburg
- 2005 „Vier Künstler vom Niederrhein“, Duisburger Cubus Kunsthalle (J)
- 2004 „6. Südwestdeutscher Aquarellpreis der Stadt Völklingen“ (J),
- 2004 „Kunstpostkarte NRW – über 200 Künstler“ (J/Kat), Cubus Kunsthalle Duisburg
- 2003 „Wasser am Niederrhein – Kulturpreis für Bildende Kunst im Kreis Kleve“ (J/Kat), Konzert- und Bühnenhaus Kevelaer
- 2002 „3 x Kuh – Kunst“ (zus. mit Gabriele Heider u. Klaus Büschgens), Museum Bislich / Galerie Auf dem Steinberg, Wesel
- 2002 „Spielarten des Realismus“ (J/Kat), Galerie der Kulturstiftung Esslingen
- 2002 „Natur – Mensch“ (J/Kat), 8. Kunstausstellung Städt. Galerie St. Andreasberg/Harz
- 2001 „Künstler von Niederrhein u. Bury St. Edmunds“(J/Kat), Städt. Galerie Bury St. Edmunds (GB)
- 1987 „Große Kunstausstellung NRW“ (J/Kat), Ehrenhof Düsseldorf
- 1985 „Der Grenzraum im Bild, NL/D“ (J/Kat), Haus der Provinz, Arnheim (NL)
- 1981 „Landschaftsaquarelle junger europäischer Künstler“ (J), Kunststiftung Sinaide Ghi, Rom

## Veröffentlichungen
- Alltag am Niederrhein. ISBN 3-7666-9296-8, Paul Wans (Malerei) und Hartmut Mirbach (Fotografie), Butzon & Bercker, Kevelaer 1983
- Landwirtschaften (Katalog), Paul Wans-Aquarelle, Galerie Peschken, Krefeld 1986
- Land – Stil – Leben. ISBN 3-922384-08-0, Paul Wans-Aquarelle 1983-88, Boss-Verlag, Kleve 1988
- tierisch ländlich (Katalog) Paul Wans-Aquarelle u. Assemblagen, Museum Kevelaer/Stadt Rees 1993
- Stall – Land – Vieh. ISBN 3-921760-42-9, Verlag des Hist. Verein Geldern, Geldern 2006
- Paul Wans, Malerei und Zeichnung. ISBN 978-3-936118-36-0, Worms-Verlag, Worms 2010